# Uncial 0220
Uncial 0220 (Gregory-Aland), é uma folha de um antigo códice grego do século III dC contendo a Epístola aos Romanos.

## Descrição
o Uncial 220 mede 12 x 15 cm em uma página de 14 linhas. A frente (4:23-5:3) está legível, mas pouco pode ser entendido do verso(5:8-12). O escriba escreveu em uma letra documentária reformada. As nomina sacra[a] estão escritas de forma abreviada.
Os Alands classificam o texto-tipo como sendo "estrito".
O Uncial 0220 é uma testemunha inicial importante do texto-tipo Alexandrino, concordando com o Codex Vaticanus Graecus 1209 em tudo, exceto Romanos 5:1. Ele é classificado como "testemunha de primeira ordem, consistentemente citada" no Novum Testamentum Graece.

## História
Ele foi adquirido no Cairo em 1950 por Leland C. Wyman, um professor de biologia na Universidade de Boston. Em seguida, foi comprado por Martin Schøyen e agora está preservado na Coleção Martin Schøyen em Oslo.
part in London.
O texto foi publicado em inglês por William Hatch na Harvard Theological Review em 1952.